# Битка при Сиудад Университария
Битката при Сиудад Университария е сражение в началото на защитата на Мадрид по време на Гражданската война в Испания.

## Битката
Тази битка е в района на новия кампус на Сиудад Университария от 15 до 23 ноември 1936 г. (приблизително седмица), оставяйки стабилен фронта до края на войната. Целта на републиканските милиции е "защитата на столицата на всяка цена", а за това е необходимо да се спре напредването на войските на генерал Валера и падането на Мадрид. От друга страна, нападателите имат за цел да "превземат града" възможно най-бързо. Упоритостта на двете страни в битката означават повратна точка в гражданската война, отчасти защото това е първият път, когато войските на Франко са спрени. Кампусът също е една от най-продължителните точки на конфронтация по време на войната. Съпротивата, оказана в Мадрид, повишава морала на други фронтове сред контролираната зона на републиката. Краят на бойния период на 23 ноември 1936 г. се дължи на промяна в стратегията на нападателите. Между основните характеристики на тази конфронтация си струва да се спомене влизането в битка, за първи път в тази война, на разнообразни войски, които принадлежат към интернационалните бригади, както и тежката военна техника от СССР. Националистите получават доставки и подкрепа от Германия и Италия, което също е един от първите случаи в историята, в които са използвани въздушни атаки срещу цивилното население.
На 8 ноември 1936 г. планираното фронтално нападение на генерал Валера започва с поход към Каса де Кампо. Тази атака мести фокуса на атаката на североизток, за да заеме зоната между Сиудад Университария и Плаза де Испания. Тази първа фронтална атака е много кървава и от двете страни и с бавен напредък сред войските, които насочват основната ос на усилията през ла Каса де Кампо към потока на река Мансанарес. В този поток нападателите виждат необходимост от настъпление през мостовете, които се държат от войските на милицията. След различни неуспешни опити да пресекат Мансанарес, те стигат до другата страна през пространството между два моста. Битката при Сиудад Университария започва на 15 ноември, разпространявайки конфликта из целия кампус. Свирепото насилие за окупирането на града и решимостта да се спре настъплението се поддържат и от двете страни. И двете страни започват да изчерпват тактиката си, тъй като броят на убитите нараства и битката се провежда между факултетите и различните сгради на кампуса. Тази конфронтация се характеризира с битката вътре в сградите, стая по стая, етаж по етаж. След цяла седмица на интензивни битки и бавно напредване, генерал Франко променя стратегията на нападателите – те косвено атакуват Мадрид с маневра по оста Лас Росас-Умера на по-малко от 2 километра североизточно от кампуса, който отстъпва място на други битки като Харама (февруари 1937 г.) и по-късно Гуадалахара (март 1937 г.).